# Castilleja organorum
Castilleja organorum là loài thực vật có hoa thuộc họ Cỏ chổi. Loài này được Standl. mô tả khoa học đầu tiên năm 1909.